# Girolamo Garimberto
Girolamo Garimberto (Parma, 5 de julio de 1506-Roma, 28 de noviembre de 1575) fue un  eclesiástico, escritor y coleccionista de arte italiano. 

## Biografía
Nacido en Parma en el seno de una familia que durante años había desempeñado importantes cargos públicos durante el dominio de los Rossi, tras completar sus estudios de humanidades Garimberto se estableció en Roma intentando abrirse camino en la Curia pontificia. 
En 1527 se encontraba en el grupo que acompañó al papa Clemente VII a Orvieto huyendo del saco de Roma, y durante el pontificado de Paulo III formó parte del séquito de su sobrino el cardenal Alessandro Farnese, desarrollando una intensa actividad cultural; de esta época datan sus obras De' regimenti publici de la città (Venecia, 1544), Della fortuna (ib., 1547) o Problemi naturali e morali (ib., 1549).
Durante la década siguiente publicó Concetti divinissimi… per scrivere familiarmente (Roma, 1551), una compilación de locuciones y modismos extraídos de los clásicos, y Il capitano generale (Venecia, 1556), un tratado político-militar dedicado a Ottavio Farnese; por las mismas fechas entró al servicio del cardenal Otto von Truchsess, de quien fue conclavista en la elección de Pío IV, y asentó plaza como canónigo de la Basílica de San Pedro. 
En 1563 fue nombrado obispo de la recién instituida diócesis de Gallese, aunque teniendo residencia en Roma por su condición de vicario de la basílica de San Juan de Letrán, renunció al obispado tres años después manteniendo el título episcopal. 
Al año siguiente dio a la imprenta la que sería su obra más conocida: La prima parte delle vite, overo Fatti memorabili d'alcuni papi, et di tutti i cardinali passati (Venecia, 1567), una recopilación de descripciones breves del carácter de numerosos cardenales y papas que dedicó al cardenal Cristoforo Madruzzo. 
Interesado por las antigüedades y los objetos de arte, ofició también como asesor de compras para destacados personajes de la vida pública italiana, entre ellos Cesare Gonzaga, reuniendo su propia colección de estatuas, bronces, cuadros, libros y medallas, que en su tiempo fue reconocida entre las mejores, y que a su muerte, ocurrida en Roma a los 69 años de edad, pasó a su sobrino Giovan Francesco, sufriendo una rápida dispersión.